# Regional Four Day Competition
Die Regional Four Day Competition, seit der Saison 2019/20 als West Indies Championship bezeichnet, ist der nationale First-Class-Cricket-Wettbewerb für die West Indies. An diesem seit der Saison 1965/66 ausgetragenen Wettbewerbes nehmen heute die sechs First-Class Mannschaften der West Indies teil.

## Mannschaften
Aktuell nehmen die folgenden sechs Mannschaften an dem Wettbewerb teil.
| Team                | Teilnahme seit |
| ------------------- | -------------- |
| Barbados            | 1965/66        |
| Guyana              | 1965/66        |
| Jamaika             | 1965/66        |
| Leeward Islands     | 1981/82        |
| Trinidad und Tobago | 1965/66        |
| Windward Islands    | 1981/82        |

Die folgenden Mannschaften nahmen in der Vergangenheit an dem Turnier teil:
- Combined Campuses and Colleges (2007/08 – 2013/14)
- Combined Islands (1965/66 – 1980/81)
- England A (2000/01)
- England Lions (2010/11)
- Bangladesch A (2001/02)
- Indien A (2002/03)
- Kenia (2003/04)
- West Indies B (2000/01 – 2003/04)

## Sieger
| - 2024/25 Guyana - 2023/24 Guyana - 2022/23 Guyana - 2021/22 Barbados - 2020/21 nicht ausgetragen - 2019/20 Barbados - 2018/19 Guyana - 2017/18 Guyana - 2016/17 Guyana - 2015/16 Guyana - 2014/15 Guyana - 2013/14 Barbados - 2012/13 Barbados - 2011/12 Jamaika - 2010/11 Jamaika - 2009/10 Jamaika - 2008/09 Jamaika - 2007/08 Jamaika - 2006/07 Barbados - 2005/06 Trinidad und Tobago - 2004/05 Jamaika - 2003/04 Barbados - 2002/03 Barbados - 2001/02 Jamaika - 2000/01 Barbados - 1999/2000 Jamaika - 1998/99 Barbados - 1997/98 Leeward Islands, Guyana - 1996/97 Barbados - 1995/96 Leeward Islands - 1994/95 Barbados - 1993/94 Leeward Islands - 1992/93 Guyana |  | - 1991/92 Jamaika - 1990/91 Barbados - 1989/90 Leeward Islands - 1988/89 Jamaika - 1987/88 Jamaika - 1986/87 Guyana - 1985/86 Barbados - 1984/85 Trinidad und Tobago - 1983/84 Barbados - 1982/83 Guyana - 1981/82 Barbados - 1980/81 Combined Islands - 1979/80 Barbados - 1978/79 Barbados - 1977/78 Barbados - 1976/77 Barbados - 1975/76 Trinidad und Tobago, Barbados - 1974/75 Guyana - 1973/74 Barbados - 1972/73 Guyana - 1971/72 Barbados - 1970/71 Trinidad und Tobago - 1969/70 Trinidad und Tobago - 1968/69 Jamaika - 1967/68 nicht ausgetragen - 1966/67 Barbados - 1965/66 Barbados |

## Siege nach Team
| Titel          | Verein              |
| -------------- | ------------------- |
| 23 + 1 geteilt | Barbados            |
| 13 + 1 geteilt | Guyana              |
| 12             | Jamaika             |
| 4 + 1 geteilt  | Trinidad und Tobago |
| 3 + 1 geteilt  | Leeward Islands     |
| 1              | Combined Islands    |